# Knights Live
Knights Live è il secondo album live del gruppo musicale tedesco Heavy metal Axel Rudi Pell. Fu registrato al The Zeche di Bochum, Germania nel 2002.

## Tracce

### CD1
1. Edge of the World
2. Nasty Reputation
3. Tear Down the Walls
4. Medley: Masquerade Ball/Casbah/Drum Solo/Stargazer/Casbah
5. Follow the Sign
6. Fool Fool

### CD2
1. Carousel
2. The Clown is Dead
3. Call her Princess
4. Snake Eyes
5. Warrior

## Formazione
- Axel Rudi Pell - chitarre
- Johnny Gioeli - voce
- Ferdy Doernberg - tastiera
- Volker Krawczak - basso
- Mike Terrana - batteria
- Gudi Laos - cori
- Katja Kutz - cori